# 楓富愛
楓富愛（楓ふうあ，2001年4月20日 - ）是一位日本AV女優。其經紀公司為S1，曾隸屬於Attractive，現属于C-more ENTERTAINMENT。

## 经历
2021年8月，作為S1 Number One Style的專屬女优首次AV出道。
在廣播社《FLASH》公佈的2021年性感女優排行榜中排名第46名。
2022年5月公佈的朝日娛樂「2022年度現役AV女優SEXY總選舉」中排名第21名。
2023年4月20日，她宣布將經紀公司轉讓給c-more ENTERTAINMENT。 
在朝日娛樂於2023年5月公佈的「2023年度現役AV女優SEXY總選舉」中排名第16名，僅在關西地區就排名第9。

## 外部連結
- 楓ふうあ所属事務所 Archive.today的存檔，存档日期2021-05-14
- 楓富愛的X（前Twitter）（2021年7月19日 - ）
- 楓富愛的Instagram帳戶